# ウェルカムパーク
『ウェルカムパーク』(Welcome Park) はソニー・インタラクティブエンタテインメント (SIE) から発売されている携帯型ゲーム機PlayStation Vita (PS Vita) に最初から入っているミニゲーム集。
PlayStation Vitaの基本的な機能である「タッチパネル」「傾き検知」「マイク」「カメラ」を使った簡単なミニゲームを5本収録している。遊びながらVitaの操作に慣れることができる。
ナレーションは玉川砂記子。

## ソフトの内容

### クイックタッチ
「タッチ」を体験することを目的としたソフト。「タップステージ」「フリック＆ドラッグステージ」「背面タッチパッドステージ」に分かれている。

### スライダー
傾き検知機能を利用したソフト。本体を左右に傾けることで、スケボーに乗ったキャラクターが左右に動く。また、本体を振ることでジャンプする。画面にはボールが跳ねてくるのでこれを除けながら星を集めるのが目的。跳ねてくるボールに接触するとミスとなる。　また、ボールの上を飛び越えることで、得点が倍になる。

### フォトパズル
カメラ機能を利用したソフト。本体の前面か背面に搭載されたカメラで撮影すると、画像が作成され、分割・シャッフルされる。シャッフルされた画像から元の画像に戻すのが目的。

### ループボイス
マイクを利用したソフト。画面をタッチしている間、本体内蔵のマイクから録音される。録音された音は「サウンドボール」となって、画面内を回りながら再生される。サウンドボールはいくつも作り出すことができる。画面下のゴミ箱のアイコンをタッチすると、ひとつ前に録音されたサウンドボールを消すことができる。BGMを切り替えたり、本体を振ったり、背面タッチパッドに触れることで、効果音が鳴る。これらを組み合わせて音を出すことを楽しむソフト。

### ハローフェイス
カメラ機能を利用したソフト。カメラで撮影した映像から顔認識システムを使い、遊ぶことができる。ビサイドが開発を担当。

### イントロダクション
ウェルカムパークのキャラクターをタッチすることで、シアターアイコン(映画館のマーク）が出る。それを再生すると本来初起動時に流れる映像を見ることができる。